# Mileniul al IX-lea î.Hr.
Al nouălea mileniu î.e.n. a durat din anul 9000 î.e.n. până în anul 8001 î.e.n. și marchează începutul epocii neolitice.

## Evenimente
- c. 9000 î.e.n.—Göbekli Tepe—sanctuar cioplit în piatră din sud-estul Turciei[1]